# Relaciones Colombia-Uruguay
Las relaciones Colombia-Uruguay son las relaciones diplomáticas entre la República de Colombia y la República Oriental del Uruguay. Ambos países de Sudamérica pertenecen a la Asociación Latinoamericana de Integración, Comunidad de Estados Latinoamericanos y Caribeños, Grupo de Cairns, Grupo de los 77, Naciones Unidas, la Organización de Estados Americanos, y la Organización de Estados Iberoamericanos para la Educación, la Ciencia y la Cultura.

## Historia
Tanto Colombia como Uruguay comparten una historia común en el hecho de que ambas naciones fueron una vez parte del Imperio español. Durante el período colonial español, Colombia fue gobernada por el Virreinato de Nueva Granada en Bogotá, mientras que Uruguay fue parte del Virreinato del Río de la Plata y administrado desde Buenos Aires. En 1819, el Virreinato de Nueva Granada obtuvo su independencia de España y se convirtió en la República de Nueva Granada. En 1863, Colombia se convirtió en un país independiente.
El 25 de agosto de 1888, Colombia y Uruguay establecieron formalmente relaciones diplomáticas. En 1864, durante la Guerra de la Triple Alianza entre Argentina, Brasil, Paraguay y Uruguay; Colombia apoyó moralmente a Paraguay y protestó contra la guerra.
Ambas naciones participan en varias cumbres multilaterales sudamericanas y han tenido varias reuniones bilaterales de alto nivel. En marzo de 2020, el presidente colombiano Iván Duque visitó Uruguay para asistir a la toma de posesión del presidente Luis Lacalle Pou. Durante su estancia en Uruguay, el presidente Duque también se reunió con líderes empresariales para promover e incrementar el comercio entre las dos naciones.

## Acuerdos bilaterales
Ambas naciones han firmado varios acuerdos bilaterales como un Acuerdo sobre el Intercambio de Profesores y Estudiantes y sobre Equivalencia de Títulos y Certificados de Estudios (1922); Acuerdo de supresión de visas entre titulares de pasaportes ordinarios (1966); Acuerdo aéreo (1979); Acuerdo Cultural (1985); Acuerdo de Cooperación Científica y Técnica (1989); Memorando de intenciones sobre la cooperación en cuestiones de propiedad industrial (1995); Convenio de Seguridad Social (1998); Convenio de Cooperación Judicial en Materia Penal (1998); Acuerdo de Asistencia Recíproca de Cooperación y Colaboración en la Lucha contra el Tráfico Ilícito de Estupefacientes y Sustancias Psicotrópicas y su Abuso (1998); Acuerdo para la Protección y Restitución de Bienes Culturales y Otros Objetos Específicos Importados, Exportados o Transferidos Ilegalmente (2008); Acuerdo de Cooperación Consular (2021); y un Acuerdo para Evitar la Doble Tributación y Prevenir la Evasión Fiscal (2021).

## Transporte
Hay vuelos directos entre ambas naciones con Avianca.

## Misiones diplomáticas residentes
- Colombia tiene una embajada en Montevideo.[6]
- Uruguay tiene una embajada en Bogotá.